# Teorema di Dandelin
Nella geometria, le coniche (l'ellisse, la parabola e l'iperbole) definite come sezioni piane di un cono, sono studiate inizialmente nello spazio in quanto curve “solide”. 
Le definizioni più usate sono comunque quelle della geometria piana.
Il legame semplice e suggestivo tra teoria piana e teoria “solida” viene stabilito nel 1822 dal matematico franco-belga Germinal Pierre Dandelin.
A tal proposito ricordiamo le sfere di Dandelin, che consentono di analizzare più nel dettaglio questo legame.

## Sfere di Dandelin
Una sezione conica non degenere, figura ottenuta dalla intersezione di un piano con un cono, possiede una o due sfere di Dandelin caratterizzate dalla proprietà:
Una sfera di Dandelin tocca senza intersecare sia il piano che il cono.
Ogni sezione conica ha una sfera di Dandelin associata a ciascuno dei suoi fuochi.
- Un'ellisse possiede due sfere di Dandelin, entrambe tangenti alla stessa falda del cono.
- Una iperbole ha due sfere di Dandelin che toccano le falde opposte del cono.
- Una parabola possiede una sola sfera di Dandelin.

L'interesse per le sfere di Dandelin deriva dal fatto che è nota un'elegante dimostrazione del matematico belga Dandelin dell'equivalenza tra la definizione di conica data da Apollonio e la definizione di conica come luogo geometrico soddisfacente proprietà di carattere metrico.
Non può sfuggire l'importanza della dimostrazione di questo teorema in quanto è possibile parlare delle coniche e studiarle rimanendo nel piano.

## Teorema di Dandelin sull'ellisse
Costruzione geometrica dei fuochi di una conica (considerata come sezione piana di un cono rotondo indefinito).
I fuochi dell'ellisse, ottenuta intersecando un cono rotondo con un piano, sono i punti di contatto delle due sfere tangenti al piano e tangenti (internamente) alla superficie conica.
Dimostrazione: Si consideri l'illustrazione che raffigura un piano che interseca un cono in un'ellisse e mostra le due sfere di Dandelin. Sia g una qualunque generatrice del cono e siano:
- P il punto in cui g taglia l'ellisse,
- P' il punto in cui g taglia la circonferenza di contatto col cono della sfera di centro O' tangente in F' al piano,
- P" il punto in cui g taglia la circonferenza di contatto col cono della sfera di centro O" tangente in F" al piano.

Dalla costruzione, risulta evidente che il punto P è esterno alle due sfere.
I due segmenti PF' e PP' sono uguali perché segmenti di tangenti condotte da un punto esterno ad una stessa sfera.
Analogamente, sarà anche PF"=PP".
Sommando membro a membro le due uguaglianze trovate abbiamo la relazione:
Che costituisce, appunto, la definizione dell'ellisse considerata come luogo dei punti del piano per i quali è costante la somma delle distanze da due punti fissi detti fuochi.
Analogamente si può osservare che Dandelin non solo dimostrò l'equivalenza tra la teoria solida e la teoria piana dell'ellisse, ma anche dell'iperbole e della parabola.
Analizziamo il caso della dimostrazione dei fuochi dell'iperbole:

## Teorema di Dandelin sull'iperbole
I fuochi dell'iperbole, ottenuta intersecando un cono rotondo con un piano, sono i punti di contatto delle due sfere tangenti al piano e tangenti (internamente) alla superficie conica. 
Dimostrazione: Si consideri l'illustrazione che raffigura un piano che interseca un cono in un'iperbole e mostra le due sfere di Dandelin. Sia g una qualunque generatrice del cono e siano:
- P il punto in cui g taglia l'iperbole,
- P' il punto in cui g taglia la circonferenza di contatto col cono della sfera di centro O' tangente in F' al piano,
- P" il punto in cui g taglia la circonferenza di contatto col cono della sfera di centro O" tangente in F" al piano.

Dalla costruzione, risulta evidente che il punto P è esterno alle due sfere.
I due segmenti PF' e PP' sono uguali perché segmenti di tangenti condotte da un punto esterno ad una stessa sfera.
Analogamente, sarà anche PF"=PP".
Sottraendo membro a membro le due uguaglianze trovate abbiamo la relazione:
Che costituisce, appunto, la definizione dell'iperbole considerata come luogo dei punti del piano per i quali è costante la differenza delle distanze da due punti fissi detti fuochi.
Analizziamo adesso il caso della dimostrazione del fuoco della parabola:

## Teorema di Dandelin sulla parabola
Il fuoco della parabola, ottenuta intersecando un cono rotondo con un piano, è il punto di contatto della sfera tangente al piano e tangente (internamente) alla superficie conica. La direttrice della parabola risulta l'intersezione del suddetto piano con quello in cui giace la circonferenza di contatto tra cono e sfera.
Dimostrazione: Si consideri l'illustrazione che raffigura un piano che interseca un cono in una parabola e mostra una sfera di Dandelin. Sia g una qualunque generatrice del cono e siano:
- V il vertice della parabola,
- A il punto di intersezione tra la direttrice parallela al piano secante e la circonferenza di contatto tra cono e sfera,
- P il punto in cui g taglia la parabola,
- P' il punto in cui g incontra la circonferenza di contatto tra il cono e la sfera,
- P" la proiezione di P sulla direttrice.

Dalla costruzione, risulta evidente che il punto P è esterno alla sfera. Quindi, per la nota proprietà delle tangenti ad una sfera condotte da un punto esterno, sarà:
Inoltre, i tre punti A, P' e P" sono allineati in quanto giacciono sull'intersezione del piano in cui giace la circonferenza di contatto tra il cono e la sfera con il piano determinato dalle due rette AV e PP" (ambedue parallele all'asse della parabola).
Dalla costruzione si osserva che i due triangoli AVP' e P'PP" sono simili e dato che il primo è isoscele, anche il secondo lo sarà. Avremo, pertanto:
La proprietà transitiva, applicata alle due uguaglianze trovate, ci permette di concludere che sarà:
relazione che costituisce, appunto, la definizione della parabola come luogo dei punti del piano equidistanti da un punto fisso detto fuoco e da una retta fissa detta direttrice.

### Osservazioni
In conclusione, dall'analisi delle dimostrazioni del teorema di Dandelin sull'iperbole e sulla parabola, si può osservare che:
- la dimostrazione dei fuochi dell'iperbole è analoga a quella dell'ellisse, solo che invece di sommare le uguaglianze trovate, bisogna andarle a sottrarre ottenendo così la definizione classica di iperbole;
- la dimostrazione del fuoco della parabola invece necessita di qualche osservazione in più sulla figura per ottenere la definizione classica di parabola.

## Una dimostrazione unificata del teorema di Dandelin
Una definizione compatta di sezione conica (non degenere) riguarda i punti di un piano che sono in una particolare relazione con uno specifico punto detto fuoco ed una specifica retta non passante per il fuoco chiamata direttrice: si dice sezione conica definita dalla coppia (fuoco, direttrice) il luogo dei punti per i quali è costante il rapporto fra distanza dal fuoco e distanza dalla direttrice. L'equivalenza fra questa definizione e quella di intersezione di un cono circolare retto con un piano non passante per il suo vertice è data da una formulazione valida per qualunque conica del teorema di Dandelin.
Dimostrazione
Consideriamo un cono circolare retto indefinito K di vertice V e un piano di intersezione Π non passante per V; chiamiamo:
- {\displaystyle \Gamma } la conica {\displaystyle K\cap \Pi };
- {\displaystyle \alpha } l'angolo formato da una generatrice del cono con il suo asse;
- {\displaystyle \beta } l'angolo acuto che il piano d'intersezione forma con l'asse del cono.

Consideriamo S una delle due sfere di Dandelin tangenti al cono e a Π o l'unica sfera di Dandelin nel caso che sia 
{\displaystyle \alpha =\beta }. Chiamiamo F il punto in cui la sfera è tangente al piano di intersezione, C la circonferenza {\displaystyle K\cap S} e d la retta intersezione di Π e il piano contenente C.
Facciamo riferimento alla figura seguente che, nella fattispecie, riguarda il caso di un'ellisse.
Per una maggior chiarezza, abbiamo evitato di visualizzare la seconda sfera di Dandelin e del cono abbiamo tracciate solo alcune generatrici.
Ci proponiamo di mostrare che F rappresenta un (il) fuoco della conica Γ e che la retta d è la sua direttrice. Più specificamente dimostriamo che vale la seguente proprietà:
dove P è un qualsiasi punto della conica, PD denota la perpendicolare alla retta d passante per il punto P e la sua lunghezza, cioè la distanza del punto P dalla retta d, ed e è una costante (che rappresenta l'eccentricità), così che, per definizione, l'insieme dei punti P costituisce una sezione conica. La dimostrazione che vediamo ora vale per tutti e tre i tipi di coniche.
Siano:
- Q il punto di intersezione fra la retta passante per P e parallela all'asse del cono con il piano di C;
- A il punto di intersezione fra la generatrice passante per P e la circonferenza C.

PA e PF rappresentano perciò due segmenti tangenti alla sfera, condotti dallo stesso punto P, e quindi hanno la stessa lunghezza:
Nel triangolo rettangolo PQA abbiamo:
mentre nel triangolo rettangolo PQD,
Combinando le precedenti tre equazioni e semplificando, otteniamo:
e perciò
Questa coincide proprio con la definizione di conica come luogo di punti di un piano per cui il rapporto tra la distanza di un suo generico punto dal fuoco e dalla direttrice è costante e coincide con la sua eccentricità.